# Кайдак

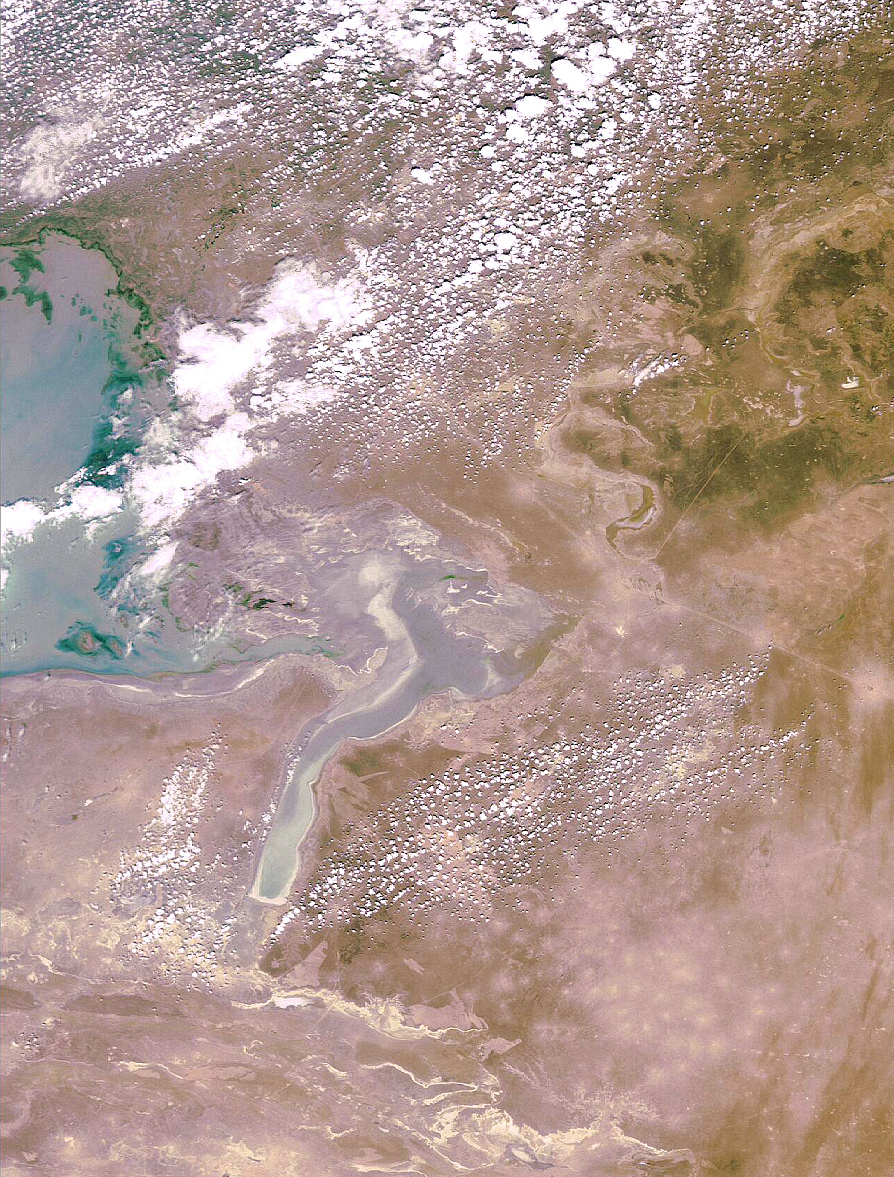
Затока Кайдак 15 травня 2008 року, вигляд з космосу

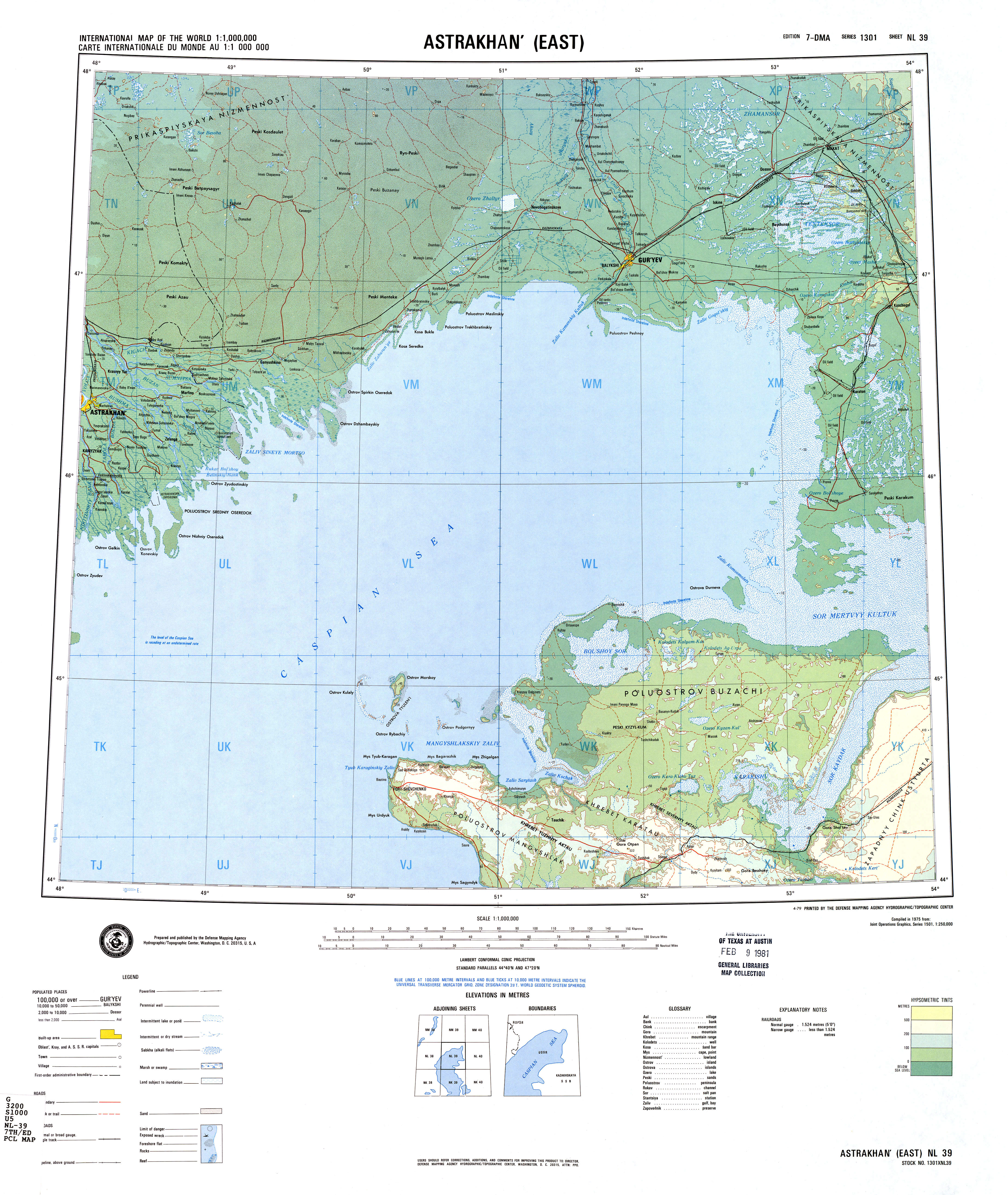
Топографічна карта північно-східної частини Каспійського моря 1975 року.
Сор Кайдак праворуч внизу.

Кайдак (каз. Қайдақ) — вузька й довга мілководна затока на східному березі Каспійського моря на території Казахстану, є продовженням Мертвого Култука (затоки Цесаревича) на південному заході й обмежує зі сходу півострів Бузачі. Глибина затоки доходить місцями до 4—5 метрів.

## Історія
Від 30-х років XX століття рівень Каспійського моря почав різко спадати, тому затока Кайдак пересохла, і на її місці утворився сор (солончак). У 1980-90-х роках рівень моря почав підвищуватися, і сор Кайдак знову заповнився водою.